# St. Nikolaus (Eichenhofen)

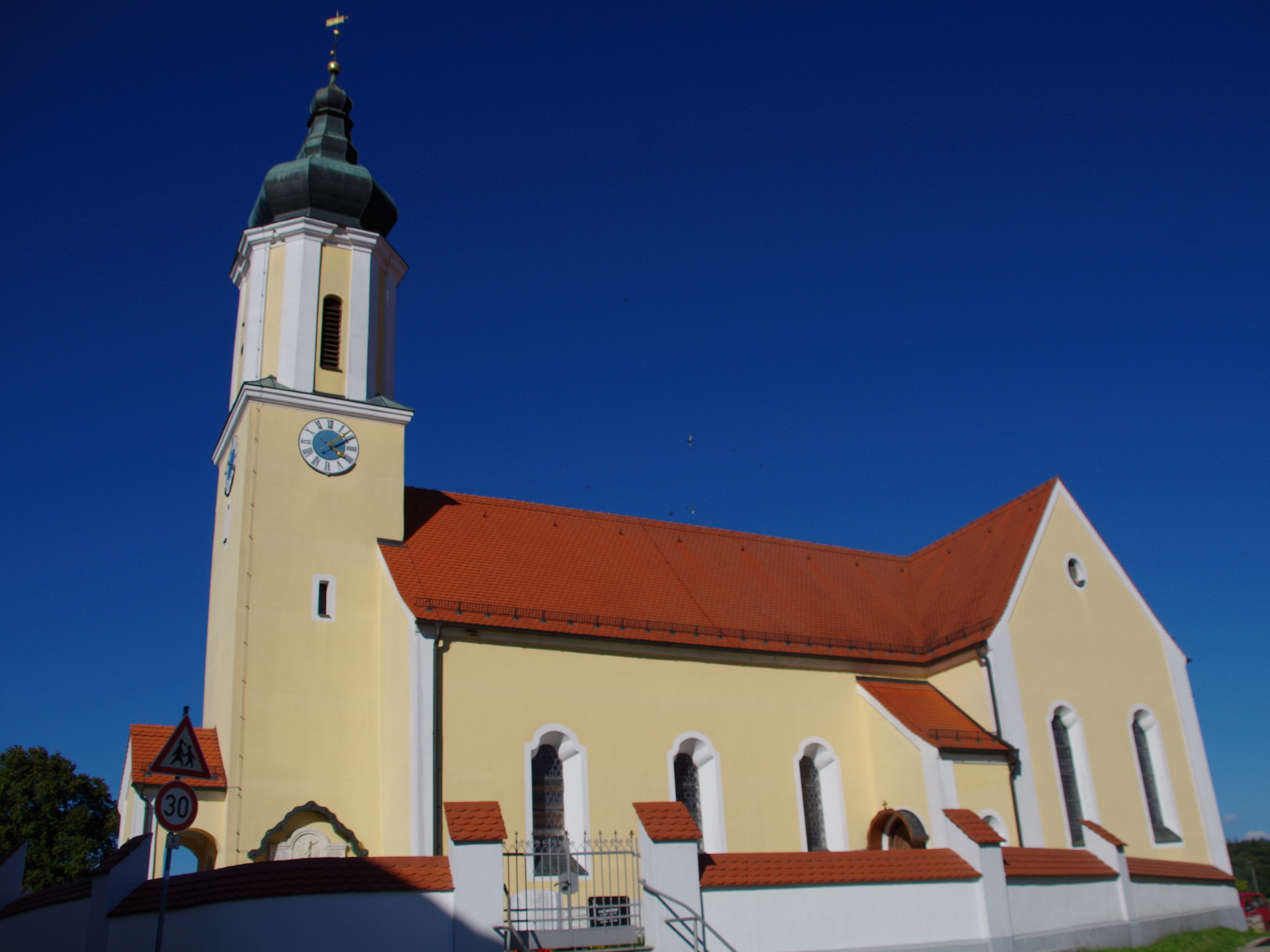
St. Nikolaus (Eichenhofen)

Die römisch-katholische, denkmalgeschützte Pfarrkirche St. Nikolaus steht in Eichenhofen, einem Ortsteil der Gemeinde Seubersdorf in der Oberpfalz im Landkreis Neumarkt in der Oberpfalz. Die Pfarrei gehört zum Pfarrverband Seubersdorf im Dekanat Habsberg des Bistums Eichstätt. Das Bauwerk ist unter der Denkmalnummer D-3-73-160-7 als Baudenkmal in die Bayerische Denkmalliste eingetragen.

## Beschreibung
Die 1716/17 anstelle des Vorgängerbaus aus dem 12./13. Jahrhundert gebaute Saalkirche bestand ursprünglich nur aus dem Langhaus und dem Kirchturm auf quadratischem Grundriss im Westen. Das Querschiff und der eingezogene, halbrund geschlossene Chor im Osten wurden erst 1906 hinzugefügt und damit die Saalkirche zur Kreuzkirche erweitert. Die Kirche wurde 1935/36 durchgreifend renoviert. Das oberste, achteckige Geschoss des mit einer Zwiebelhaube bedeckten Kirchturms beherbergt den Glockenstuhl, in dem drei Kirchenglocken hängen, die 1953 von Friedrich Wilhelm Schilling gegossen wurden. Im Geschoss darunter befindet sich die Turmuhr.
Der Innenraum des Langhauses, in dem 1906 im Westen eine Empore eingebaut wurde, ist mit einem Stichkappengewölbe überspannt. Die Deckenmalereien im Langhaus und im Querschiff hat 1936 Josef Wittmann angefertigt. Zur Kirchenausstattung gehört ein Hochaltar mit einer Nische, in der die Statue des Heiligen Nikolaus steht. Auf der Brüstung der Kanzel sind die vier Evangelisten zwischen Säulen dargestellt.